# Nils-Erik Melinder
Nils-Erik Clemens Melinder, född 19 december 1921 i Härnösands församling i Västernorrlands län, död 5 juli 2009 i Oscars församling i Stockholm, var en svensk militär.

## Biografi
Melinder avlade studentexamen i Härnösand 1941. Han avlade sjöofficersexamen vid Kungliga Sjökrigsskolan 1945 och utnämndes till fänrik i Marinintendenturkåren samma år, varefter han tjänstgjorde i intendenturförvaltningen vid marinens myndigheter i Härnösand 1946–1949, befordrades till löjtnant 1949 och tjänstgjorde på kryssaren Gotlands långresa 1949–1950. Åren 1950–1954 var han lärare vid Sjökrigsskolan: i förvaltningstjänst 1950–1954, i reglementes- och författningskunskap 1950–1953 och i avlönings- och kassatjänst 1953–1954. År 1954 befordrades han till kapten i Marinintendenturkåren, varpå han var detaljchef i Intendenturavdelningen vid Marinförvaltningen 1954–1958, chef för Utrustningssektionen i Intendenturförvaltningen i Marinkommando Ost 1958–1961 och chef för Beklädnadsdetaljen vid Intendenturavdelningen i Marinförvaltningen 1961–1964. Han befordrades 1963 till kommendörkapten av andra graden, var lärare i beklädnads- och materiellära vid Sjökrigsskolan 1963–1964 och stabsintendent hos chefen för Kustflottan 1964–1966. År 1966 befordrades han till överstelöjtnant i Intendenturkåren, varpå han var chef för Intendenturförvaltningen vid Ostkustens örlogsbas 1966–1970 och chef för Intendenturförvaltningsskolan 1970–1974. Han befordrades till överste i Intendenturkåren 1975, och var överingenjör och chef för Beklädnadsbyrån i Huvudavdelningen för armémateriel vid Försvarets materielverk 1975–1982. Åren 1982–1986 var han kommendör i flottans reserv.
I en nekrolog berättas att Melinder hade ”en stark position i vad avsåg utveckling av uniformssystem, gemensamma för de tre försvarsgrenarna och han lade även grunden till de uniformssystem, som sedermera blev gemensamma för Försvarsmakten (uniform m/90 m.fl.). Detta arbete påverkades i stort sett av de svårigheter som ’textilkrisen’ på 1970- och 1980-talen medförde. Här hade Nils-Erik en grannlaga uppgift att balansera frågor rörande inhemsk kontra utländsk tillverkning. Problemen, som innehöll mycket av politiska, säkerhetsmässiga och ekonomiska aspekter, löstes så småningom till såväl försvarets som textilindustrins tillfredsställelse.”
Nils-Erik Melinder invaldes 1973 som ledamot av Kungliga Örlogsmannasällskapet.